# Stazione di Mercato San Severino
Stazione di Mercato San Severino vasútállomás Olaszországban, Mercato San Severino településen.

## Vasútvonalak
Az állomást az alábbi vasútvonalak érintik:
- Cancello–Benevento railway
- Salerno-Mercato San Severino-vasútvonal
- Nocera Inferiore–Mercato San Severino-vasútvonal

## Kapcsolódó állomások
A vasútállomáshoz az alábbi állomások vannak a legközelebb:
- Stazione di Montoro-Forino
- Stazione di Valle di Mercato San Severino
- Stazione di Fisciano